# Smith & Wesson bodyguard
La Smith & Wesson bodyguard è una famiglia di piccole rivoltelle con telaio di tipo J prodotti dalla Smith & Wesson.
Tali modelli presentano il cane coperto lateralmente, cosa che consente un migliore occultamento dell'arma consentendo anche di sparare da dentro i vestiti senza estrarre l'arma, e sono disponibili in calibro .38 Special o .357 Magnum

## Modelli
- Model 38
- Model 49
- Model 638
- Model 649
- M&P Bodyguard 38